# Mesostenus townesi
Mesostenus townesi är en stekelart som beskrevs av Kanhekar och Nikam 1989. Mesostenus townesi ingår i släktet Mesostenus och familjen brokparasitsteklar. Inga underarter finns listade i Catalogue of Life.